# Анненков, Иван Александрович
Ива́н Алекса́ндрович А́нненков (5 [17] марта 1802, Москва — 27 января [8 февраля] 1878, Нижний Новгород) — декабрист из рода Анненковых.

## Биография
Родился в Москве 5 (17) марта 1802 года — сын статского советника Александра Никаноровича Анненкова (?—1803), до выхода в отставку служившего капитаном в лейб-гвардии Преображенском полку, и Анны Ивановны (?—1842), единственной наследницы состоятельного генерала от инфантерии Ивана Варфоломеевича Якоби. Назван был в честь своего деда. Детство и юность провёл в доме своей матери в Москве на углу Петровки и Кузнецкого Моста.
Получил домашнее образование. В 1817—1819 годах посещал лекции в Московском университете (курса не окончил). После сдачи экзамена при Генеральном штабе 10 августа 1819 года в чине юнкера был принят в Кавалергардский полк. С 1 ноября 1819 года — эстандарт-юнкер, корнет — с 21 декабря 1819 года, поручик — с 13 марта 1823 года. Среди его друзей было немало будущих декабристов: П. Н. Свистунов, Ф. Ф. Вадковский, А. М. Муравьёв. В 1824 году Анненков был принят П. И. Пестелем в Петербургский филиал Южного общества, был ярым приверженцем «Русской правды» Пестеля.
14 декабря 1825 года Анненков был на Сенатской площади, но по противоположную сторону от своих товарищей: командовал взводом кавалергардов, охранявшим правительственную артиллерию. После разгрома восстания был арестован и осуждён к 20 годам каторги, лишению чинов и дворянства, к пожизненному поселению в Сибири. 

По следствию, когда открылось, что Анненков и Муравьев виновнее, чем думали прежде, то их перевели в Петропавловскую крепость. Виновны они были только разговорами.— Е. И. Якушкин. Замечания на „Записки“ А. М. Муравьёва.
 Позже, в результате ходатайства влиятельных родственников, срок каторжных работ был сокращён до 15 лет. 10 декабря 1826 года был отправлен в Сибирь.
Летом 1825 года, за полгода до восстания декабристов, Иван Александрович знакомится с Полиной Гёбль — дочерью наполеоновского офицера, приехавшей в Москву в качестве модистки на работу в торговой фирме «Дюманси». Летом молодые люди встретились на ярмарке в Пензе. Иван Александрович прибыл туда «ремонтёром» — заниматься закупкой лошадей для полка. Полина приехала вместе с магазином «Дюманси». В Симбирской, Пензенской и Нижегородской губерниях у Анненковых были имения, и молодые под видом объезда их совершили краткое путешествие. Провёл лето в Пятино, в имении своей матери, где она строила церковь в память своего мужа, вместе с Полиной, которую в России звали Прасковьей Егоровной. В одной из своих деревень он договорился со священником и нашёл свидетелей, чтобы обвенчаться с Полиной, но она, боясь гнева матери, отказалась от обряда. В Москву они вернулись в ноябре 1825 года. Восстание перевернуло все их планы и мечты. Полина Гёбль добирается до Читы. Там, в деревянной Михайло-Архангельской церкви, она венчается с Иваном Александровичем. Только на время венчания с жениха были сняты кандалы.
Анненков был отправлен в Сибирь в кандалах. В январе 1827 года доставлен в Читинский острог. В Петровском заводе с сентября 1830 года. На поселении с декабря 1835 года в с. Бельское Иркутской губернии. Позднее — в Туринске Тобольской губернии. В сентябре 1839 года по ходатайству матери Анненкову было разрешено поступить на гражданскую службу. С ноября 1839 года — канцелярский служитель туринского земского суда. С июня 1841 года в штате канцелярии тобольского общего губернского правления. Ревизор поселений тобольской экспедиции о ссыльных с сентября 1843 года. После служил в тобольском приказе о ссыльных и приказе общественного призрения. В 1848 году произведён в первый классный чин — коллежского регистратора.

### После ссылки
Лишь после тридцати лет жизни в Сибири — в 1856 году — Анненковы получили разрешение выехать с мест ссылки. Жить в Санкт-Петербурге и Москве им было запрещено и в июне 1857 года они поселились в Нижнем Новгороде. Иван Александрович был назначен сверх штата чиновником для особых поручений при нижегородском губернаторе.
В 1858 году Анненков стал членом созданного в губернии комитета по улучшению быта крепостных крестьян; был активным участником проведения крестьянской реформы. В апреле 1861 года был награждён серебряной медалью «За труды по освобождению крестьян».
12 января 1863 года Анненков был избран предводителем дворянства Нижегородского уезда. В июле 1865 года стал представителем Нижегородской уездной земской управы — органа местного самоуправления. В 1868 году был избран почётным мировым судьёй.
В Нижнем Новгороде Анненковы прожили почти 20 лет. Полина Анненкова умерла ранее мужа, 14 сентября 1876 года. Была похоронена на Казанском кладбище при Крестовоздвиженском монастыре. Оставила воспоминания о своей жизни, которые продиктовала дочери Ольге. Ольга Ивановна перевела их с французского и издала в 1888 году в «Русской старине». 
И. А. Анненков умер 27 января (8 февраля) 1878 года и был похоронен рядом с женой. В 1953 году, в связи с окончательной ликвидацией давно заброшенного некрополя, надгробный крест с могилы Анненкова, его супруги Прасковьи и сына Николая был перенесён на Красное кладбище.

## Дети
Прасковья Егоровна Анненкова (Полина Гёбль) рожала восемнадцать раз, из них благополучно только семь:
1. Александра Ивановна (1826—1880), в замужестве Теплова.
2. Анна Ивановна (1829—1833)
3. Ольга Ивановна (1830—1891), переводчица, участница Женской издательской артели. С 1852 года жена К. И. Иванова
4. Владимир Иванович (1831—1898) действительный статский советник, председатель Самарского окружного суда с 14 августа 1878 года до 27 октября 1898 года.
5. Иван Иванович (1835—1876/1886)
6. Николай Иванович (1838—1873)
7. Наталья Ивановна (1842—1894)

## Художественные отражения
- Романтическая история любви Полины Гёбль и Ивана Анненкова вдохновила Александра Дюма на роман «Учитель фехтования».
- Дюма в своих путевых записках о путешествии в Россию летом 1858 года описал свою встречу в Нижнем Новгороде с И. А. Анненковым и его женой Полиной, произошедшую в доме местного губернатора А. Н. Муравьёва[5].
- Судьба Ивана Анненкова и Полины Гёбль впервые была изображена в фильме «Декабристы» (1926). Роль Ивана Анненкова исполнил Борис Тамарин
- Советский режиссёр Владимир Мотыль сделал историю отношений Анненковых одной из важнейших сюжетных линий в кинофильме «Звезда пленительного счастья» (1975). Роль Анненкова исполнил Игорь Костолевский, а роль Полины Гёбль-Анненковой — польская актриса Эва Шикульская.